# Bitva u Uherského Ostrohu
Bitva u Uherského Ostrohu byla válečným střetem mezi táboritskými husitskými oddíly pod velením Bedřicha ze Strážnice a Tomáše z Vizovic a vojsk druhé křížové výpravy proti husitům Zikmunda Lucemburského vedené uherským magnátem Ladislavem Blagayem v rámci útoku na opevněné ležení nazvanému Nový Tábor, zdejšího nejvýraznějšího centra radikálních husitů během husitských válek na Moravě. Odehrála se okolo 25. října 1421 mezi obcí Nedakonice a městem Uherský Ostroh na Slovácku a znamenala porážku husitského vojska, zabití Tomáše z Vizovic v boji a následné vyplenění a zánik Nového Tábora. 
Morava tím přišla o silné husitské centrum podobné českému Táboru, což spolu s odporem většiny moravské šlechty k husitství vedlo k daleko menší zdejší míře rozšíření tohoto hnutí, nežli v Čechách. Bitva byla rovněž nejúspěšnější akcí Zikmundova křížového tažení roku 1421, dokud nebyla po porážkách na přelomu roku 1421 a 1422  donucena k opětovnému ústupu z království.

## Pozadí

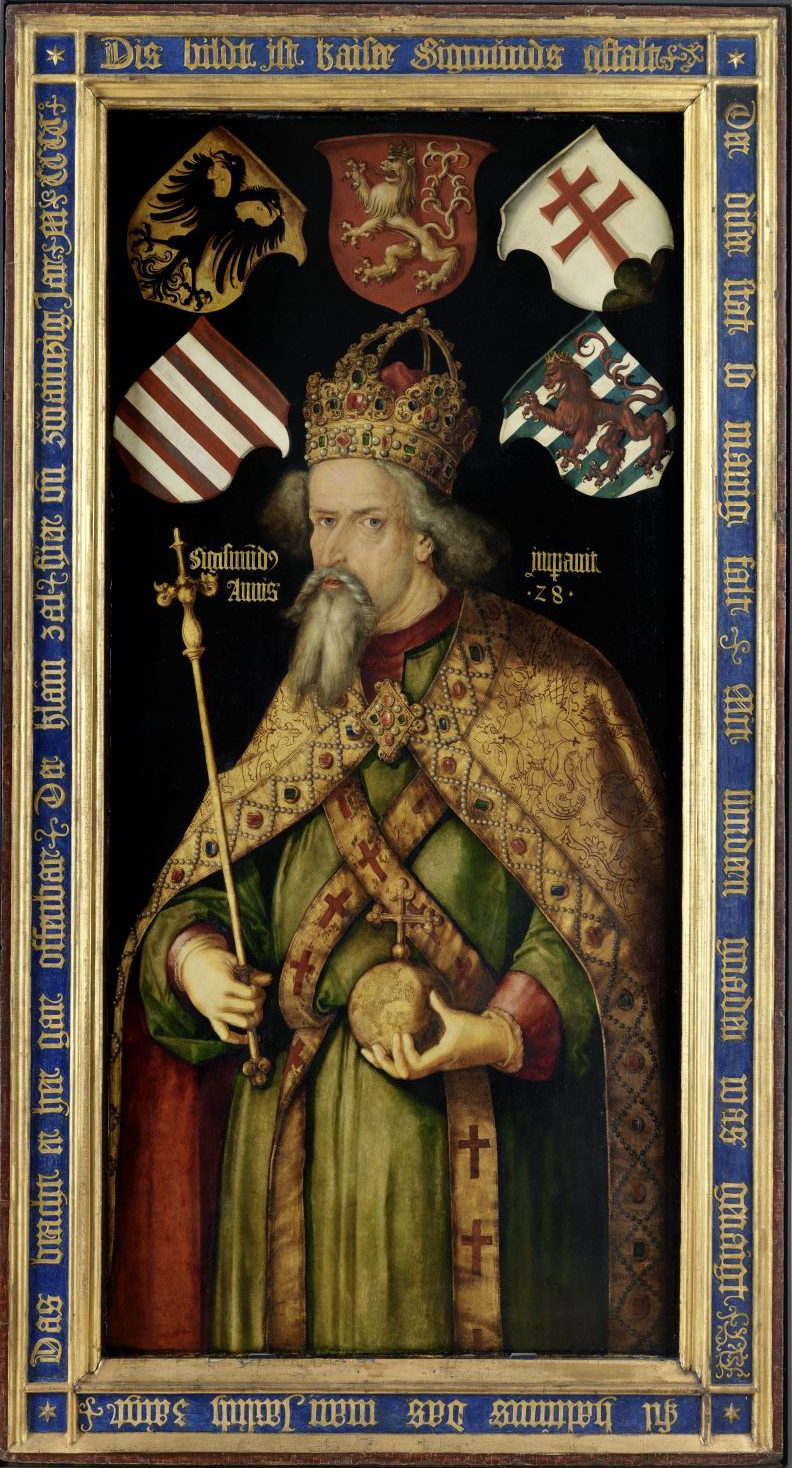
Zikmund Lucemburský, pozdější podobizna od Albrechta Dürera (cca 1509–1516)

V zásadě předními osobnostmi, které plně přenesly husitské hnutí na Moravu, byli moravští nižší vladykové Bedřich ze Strážnice a Tomáš z Vizovic. Ti jsou uváděni jakožto posluchači učení Václava Korandy v Plzni, odkud s dalšími na jaře 1420 odešli v houfu vedeným Janem Žižkou, cestou prodělali bitvu u Sudoměře a posléze dorazili do města Tábor, sídla založeného na základě principů husitské ideologie. Pod vlivem tohoto českého vzoru pak Bedřich a Tomáš po příchodu na Moravu koncem roku 1420 začali přívržence kalicha svolávat poblíž Uherského Ostrohu. V mokřadech a bažinách okolo řeky Moravy zde vzniklo zde opevněné ležení, kam přicházeli souvěrci z řad nižší šlechty a dalších sociálních tříd, a které bylo schopno pořádat úspěšné výpady do okolí: v polovině ledna zpustošili a vypálili velehradský klášter, zaživa zde upálili opata a tři mnichy a po jejich nájezdu zůstal klášter na několik let opuštěný a v únoru pak odrazilo útok katolíků pod vedením olomouckého biskupa Jana XII. Železného. K dalšímu posílení Nového Tábora došlo s tažením husitů od Prahy na Moravu po vítězné bitvě na Vítkově. 
Mezitím vrcholily přípravy k vypravení druhé křížové protihusitské výpravy. Vojska měla do Čech vpadnout z několika směrů a společně oblehnout a dobýt Prahu. Hlavní síly z Říše, vedené falckrabětem Ludvíkem III. Falckým, a porýnských kurfiřtů, mj. arcibiskupů z Trevíru a Kolína nad Rýnem, měly do Čech postupovat ze západu od Chebu, Zikmund Lucemburský měl mezitím se svou uherskou armádou zaútočit z východu přes Moravu spolu s oddíly svého zetě rakouského vévody Albrechta Habsburského. Tažení měly podpořit také oddíly míšeňských markrabat, slezských knížat a lužických měst, které dostaly za úkol souběžně s hlavními sbory postoupit do Čech ze severu a ze severovýchodu přes Kladsko.
Nekoordinovanost útoků a husitská houževnatost však způsobila, že západní část výpravy byla rozehnána po obléhání Žatce začátkem října a Slezské vojsko se po dílčích úspěších, mj. v bitvě z Petrovic, z Čech stáhlo. Zikmunda v létě zdržely přípravy sňatku jeho dcery Alžběty s vévodou Albrechtem a obnovený nápor ze strany Turků. Král, který jen pomalu sbíral své uherské síly, proto nestihl vtrhnout do českých zemí zároveň s říšským vojskem. Vyrazil teprve počátkem října, kdy v čele své uherské armády a rakouských oddílů zetě Albrechta Habsburského postoupil na Moravu. 18. října se pak při obléhání hradu Brumova v držení Bočka z Kunštátu dozvěděl o neslavném konci tažení říšských velmožů a o jejich útěku od Žatce.

## Průběh obléhání
Od Brumova se pak Zikmundovo vojsko vydalo k Uherskému Brodu, který dobylo, a posléze se vrátilo zpět k obléhání Brumova. Odtud pak postupovalo severně a před koncem měsíce pak obsadilo Uherské Hradiště, kde Zikmund svěřil generální velení nad vojskem uherského magnáta Ladislavu Blagayovi. Zde pak Zikmund okolo 28. října 1421 sepsal své korespondenční listy, ve kterém jej informuje o svedení polního střetu s husitským vojskem o několik dnů předtím. O střetu informuje také v husitské kronice Mistra Vavřince z Březové.
Jeho vojsko se k husity kontrolovanému Uherskému Ostrohu přiblížilo právě v posledních říjnových dnech roku 1421, vstříc jim vyrazilo vojsko složené především z osazenstva nedalekého Nového Tábora. V tuhé bitvě proti mocné křižácké přesile bylo husitské vojsko poraženo a jeho oddíly se začaly stahovat dílem do Uherského Ostrohu, dílem zpět do pozic k Novému Táboru, chráněného patrně pouze dřevěnou palisádou, který byl křižáky vypleněn a zničen. V Zikmunodových listech existuje přímá zmínka o osobním souboji uherského magnáta Ladislava Blagaye s vůdcem husitského vojska, kterého v souboji Blagay usmrtil kopím. Vzhledem ke skutečnosti, že Bedřich ze Strážnice z bojiště s částí mužstva uprchl, jednalo se tedy s velkou jistotou o Tomáše z Vizovic. 
Přesné zprávy o ztrátách nejsou známy, dá se však předpokládat, že husitské vojsko mělo na své straně mnoho padlých či zajatých.

## Důsledky
Po vítězném střetu začalo vojsko křížové výpravy ihned obléhat Uherský Ostroh, který však obléhacím operacím odolal. Zikmund následně vydal pokyn k tažení vojska do Čech. Proti jeho silám, zimujícím u Kutné Hory, zaútočili počátkem roku 1422 oddíly pražského a táborského svazu pod vedením Jana Žižky a obrátili je na útěk, další porážku jim uštědřili u Haber a u Německého Brodu. To donutilo Zikmunda ustoupit na Moravu a opět se na čas válečných akcí vzdát.
Bedřich opustil Moravu a ještě roku 1421 se připojil se nejprve k sirotkům a později k táborskému svazu. Byl velitelem husitské posádky ve slezském Němčí. Účastnil se husitských rejs do Slezska, Polska a Uherska. Po bitvě u Lipan, kde byl na straně radikálních husitů poražen, byl po jistou dobu vězněn. Posléze se pak stal vrchním velitelem Kolína, kde roku 1437 vybudova hrad Lapis refugii (Kámen útočiště), kde úspěšně čelil jak císařské moci, tak sílícímu vlivu Jiřího z Poděbrad, až do začátku 50. let 15. století. 
Vyvrácení opevněného ležení Nový Tábor u Nedakonic však bylo výraznou ztrátou pro moravskou část husitského hnutí, na který se již nikdy nepodařilo v takové míře navázat.  